# Pseudoleskea gracilis
Pseudoleskea gracilis là một loài Rêu trong họ Leskeaceae. Loài này được (Jur.) Schimp. miêu tả khoa học đầu tiên năm 1876.